# Bateau propre
 (novembre 2015).
Un bateau propre (ou bateau écologique) est un bateau dont la construction, utilisation et recyclage, sont optimisés du point de vue du respect de l'environnement, dans l’optique du développement durable. La biodiversité marine est par exemple menacée par les antifoulings et les différents rejets des navires.

## Exemples
En 1998 puis en 2003, des « passeurs » ont été mis en place pour relier le port à la ville de La Rochelle (France) : en matériaux composites (verre + polyester), ils sont propulsés par deux moteurs de 10 kW chacun, avec des batteries au nickel/cadmium et 9 m2 de panneaux solaires.
En 2008, à Hambourg (Allemagne) un bateau à hydrogène a été inauguré : prévu pour environ 100 passagers, il est équipé d'un moteur de 48 kW et d'une batterie au plomb. 50 kg d'hydrogène sont stockés dans des citernes pressurisées 350 bars pour fournir de l'énergie pour trois jours permettant d'utiliser la technique de la pile à combustible, pour alimenter la batterie. L'Union Européenne y a investi 2,4 millions d'euros.
En février 2008, à Bruxelles (Belgique), est lancé le Victoria, bateau de navigation intérieure, utilisant un carburant à faible teneur en sulfure équivalent au carburant diesel de route, avec des filtres à particules. Un programme informatique conseille au capitaine l'itinéraire et la vitesse pour une consommation de carburant et une émission de gaz à effet de serre optimales.

## Antifouling
Les antifouling sont des peintures « antisalissure » contenant des biocides, empêchant aux organismes aquatiques de se fixer sur la coque des navires. L'antifouling protège la partie constamment immergée, en contribuant à l'entretien du bateau (pas moins de 20 000 tonnes sont utilisées pour protéger les bateaux français). Les salissures se trouvant sur la coque augmentent les forces de frottement, le poids du bateau, entrainant ainsi une surconsommation de carburant. Mais ces protections contiennent une forte concentration de produits toxiques pour la vie aquatique.
Voici quelques antifouling :
Le TBTpeinture bon marché, efficace à faible dose. Mais en 1980, des publications scientifiques françaises révèlent que ce produit nuit à beaucoup de gastéropodes dont les huîtres. Chez ces dernières, la peinture entrainait une masculinisation des femelles (= Imposex) mais aussi le chambrage des coquilles Crassostrea gigas, c'est-à-dire une anomalie de leur calcification se traduisant par l'apparition de chambres remplies d'une substance gélatineuse translucide. En 1981, à la suite de la chute de production des huîtres dans le Bassin d'Arcachon, l'utilisation du TBT pour les bateaux de moins de 25 mètres de long est interdite en France, puis peu à peu dans de nombreux pays.
Peintures sans biocidesdans les années 1970, des peintures sans biocides se développent également, mais le décrochement des organismes dépend de la vitesse du bateau. Cet antifouling est cher, difficile à entretenir et souvent incompatible avec d'autres couches de peinture.
À base de cuivreau début des années 1980, des industries cherchent des biocides moins toxiques que le TBT, ainsi le cuivre est redevenu la substance principale antisalissure. On a tout de même rajouté une sous-couche anticorrosion pour limiter la corrosion galvanique. Toutefois, cette solution n'est pas efficace contre tous les organismes, par exemple les algues vertes, qui y sont insensibles. L'efficacité est d'une dizaine d'années, l'application et l'entretien sont faciles.
À ultrasonil faut coller à l'intérieur de la coque (en plastique ou métallique) un appareil à hautes fréquences qui empêche les algues et les coquillages de s'accrocher sur la carène du bateau. Celui-ci est composé d'un générateur et d'un transducteur qui doivent être branchés en permanence à quai pour maintenir la protection. Cet appareil peut protéger jusqu'à 11 mètres de long. D'après certaines personnes, l'efficacité est d’environ 60 jours et cet appareil provoquerait des résonances nuisibles à la structure de la coque. Pour finir, ce mécanisme a un coût très élevé.
Le « Pearling »des laboratoires ont constaté que les coquilles d'huîtres mortes immergées n'étaient pas colonisées de la même façon côté externe et côté nacré. Aucun organisme ne semblerait pouvoir s'incruster sur la nacre. Les chercheurs ont donc voulu créer un antifouling fondé sur les mêmes conditions physicochimiques. Cependant, les possibilités de la création de « vraie » nacre artificielle de façon industrielle poserait des problèmes techniques et financiers, et la nacre artificielle a été remplacé par du mica. Mais les résultats des premiers tests étant peu satisfaisants, il a fallu renforcer la formule avec un faible pourcentage de biocides. Ces derniers tests n'ont pourtant pas été suffisamment convenables : il semblerait que la glisse soit inférieure aux antifouling à base de silicone.

## L'énergie à bord
Pour les bateaux, on ne peut utiliser que des éoliennes domestiques, plus précisément les micros éoliennes. Leur production d’électricité varie entre 100 et 1 000 watts. Le diamètre du rotor peut être compris entre 50 centimètres et 3 mètres.